# Burroughs-Tarzan Enterprises

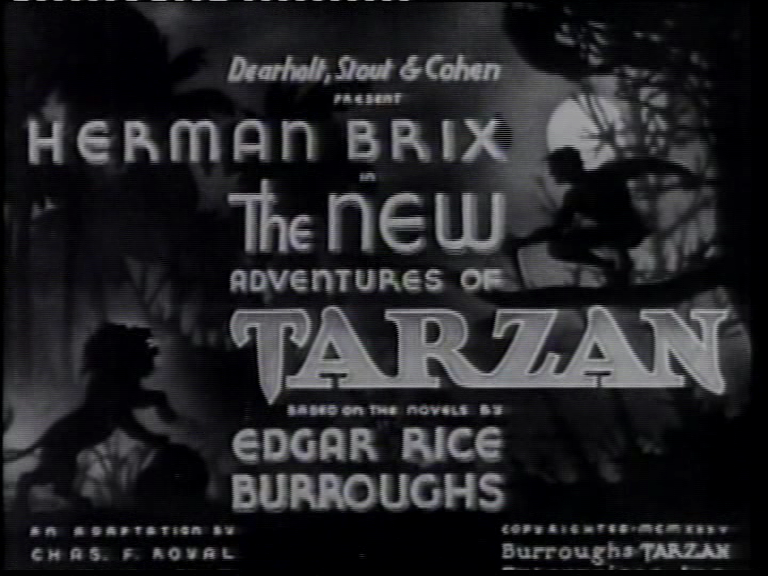
Cartaz do seriado The New Adventures of Tarzan, de 1935, lançado pela Burroughs-Tarzan Enterprises

Burroughs-Tarzan Enterprises foi uma companhia cinematográfica estadunidense fundada por Ashton Dearholt e Edgar Rice Burroughs em 1934, e que foi responsável pelo seriado The New Adventures of Tarzan, em 1935.

## Filmes
- The New Adventures of Tarzan (1935). Seriado em 12 capítulos. Foi lançada depois uma versão resumida de 59 minutos.
- Phantom of Santa Fe (1936) Filmado originalmente em 1931 como The Hawk, recebeu liberação muito limitada e foi arquivado por cinco anos até que o produtor Ashton Dearholt e a Burroughs-Tarzan Enterprises compraram os direitos, foi regravado e re-editado, e foi liberado em 1936 como Phantom of Santa Fe.
- Tarzan and the Green Goddess (1938). Filme feito com cenas de arquivo do seriado The New Adventures of Tarzan, de 1935.